# Park Narodowy Kirindy Mitea
Park Narodowy Kirindy Mitea – park narodowy położony w zachodniej części Madagaskaru, w regionie Menabe. Zajmuje powierzchnię 72 200 ha.
Park powstał w 1997 roku. Obejmuje obszar bardzo różnorodny zarówno pod względem flory, jak i fauny. Występuje tu wiele przedstawicieli rzędu naczelnych. Położony jest w miejscu, gdzie zbiegają się dwa różne biotopy – tropikalny z północy i suchy z południa. Występują tu zatem zarówno lasy wilgotne jak i suche, kolczaste lasy liściaste. Znajdują tu się także przybrzeżne namorzyny, trawiaste wydmy, jeziora i rafy koralowe.
W 2016 ustanowiono tu rezerwat biosfery.

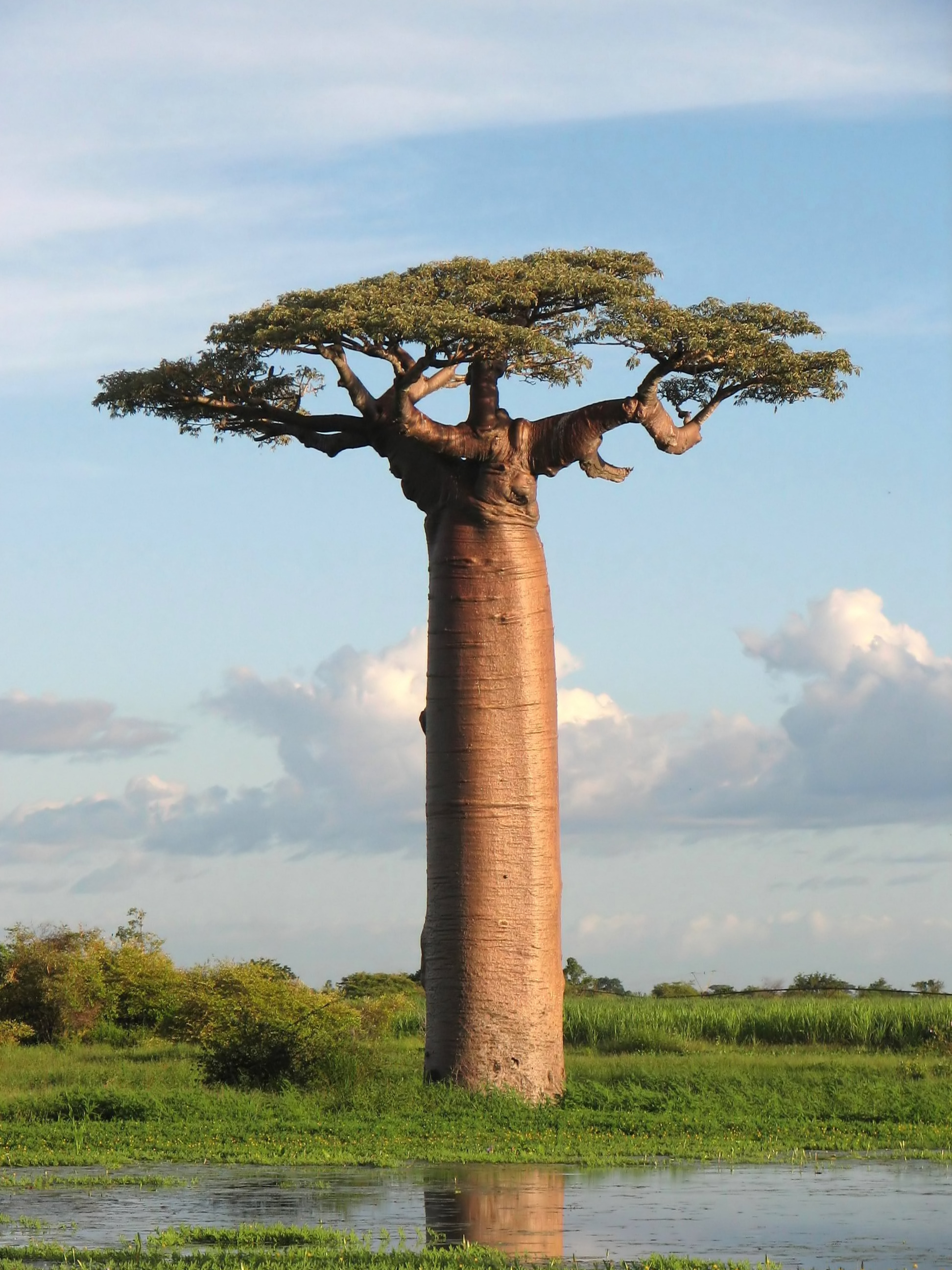
Baobab Grandidiera

## Położenie
Park położony jest nad Oceanem Indyjskim, nad Kanałem Mozambickim. Północną granicę parku wyznacza rzeka Morondava, natomiast przez jego środek przepływa rzeka Maharivo. Na północ od parku znajduje się miasto Morondava, a w pobliżu leży miejscowość Belo-sur-Mer. Obszar morski parku obejmuje 7 małych wysp.

## Flora
Na obszarze chronionym flora jest bardzo zróżnicowana. Szczególny walor parku stanowią trzy gatunki baobabu, w tym zwłaszcza efektowny baobab Grandidiera. Występuje tu 7 gatunków drzew rosnących w namorzynach. Ponadto występują: Givotia madagascariensis, Albizia greveana, Colvillea racemosa oraz Uncarina stellulifera.

## Fauna
Wiele zwierząt występujących w parku to endemity, które żyją tylko na jego obszarze.
Można tutaj znaleźć 11 gatunków ssaków (z których 10 jest endemicznych), 47 gatunków ptaków (z których 33 są endemiczne), 23 gatunki gadów (wszystkie endemiczne), 10 gatunków płazów i 90 gatunków motyli.
Występują tutaj między innymi przedstawiciele lemurowaych (w tym sifaka biała, lemur katta, Phaner pallescens czy Lepilemur ruficaudatus), ptaków (takie gatunki jak flaming różowy, flaming mały, cyraneczka madagaskarska, Tylas eduardi czy Alcedo vintsioides).

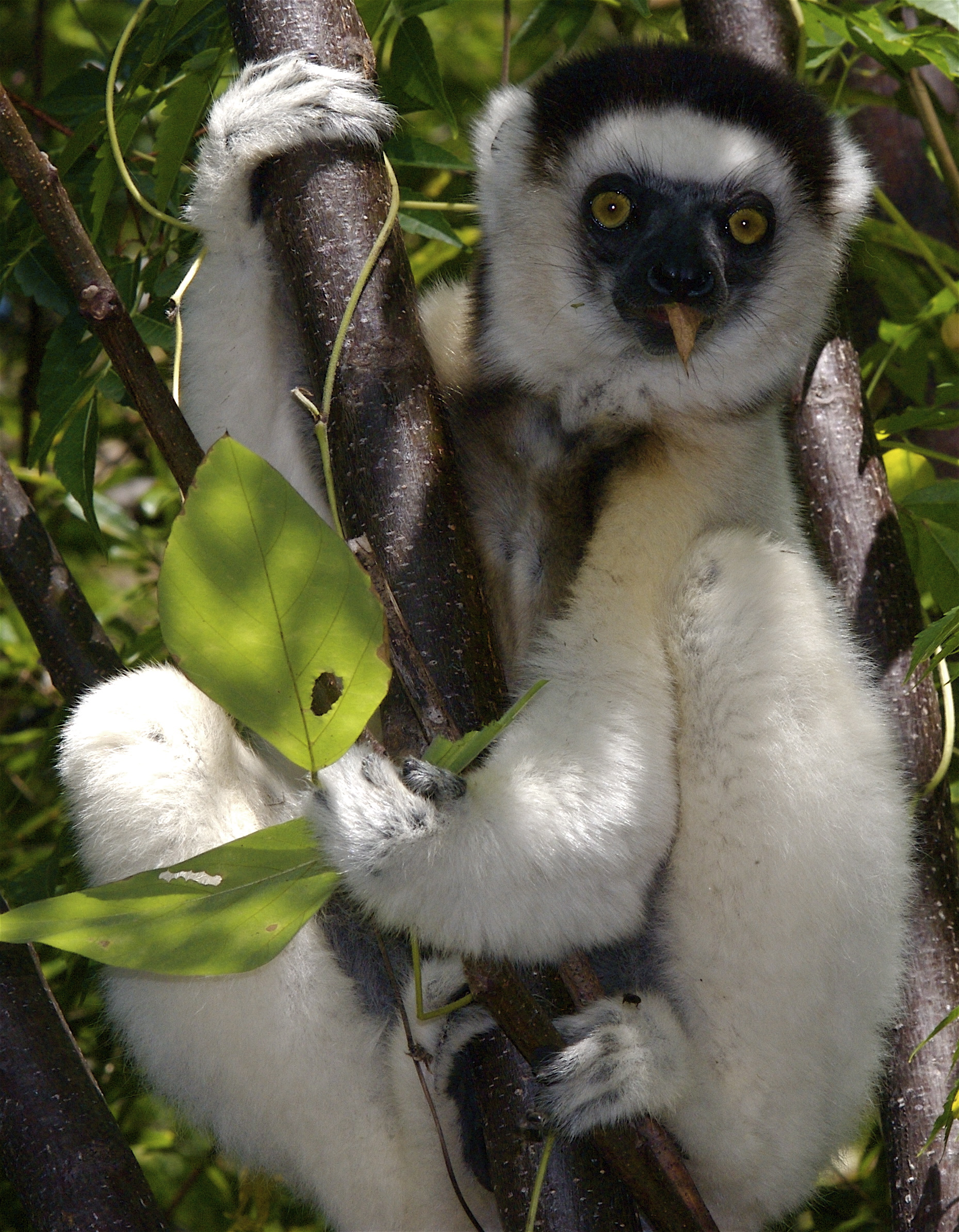
Sifaka biała
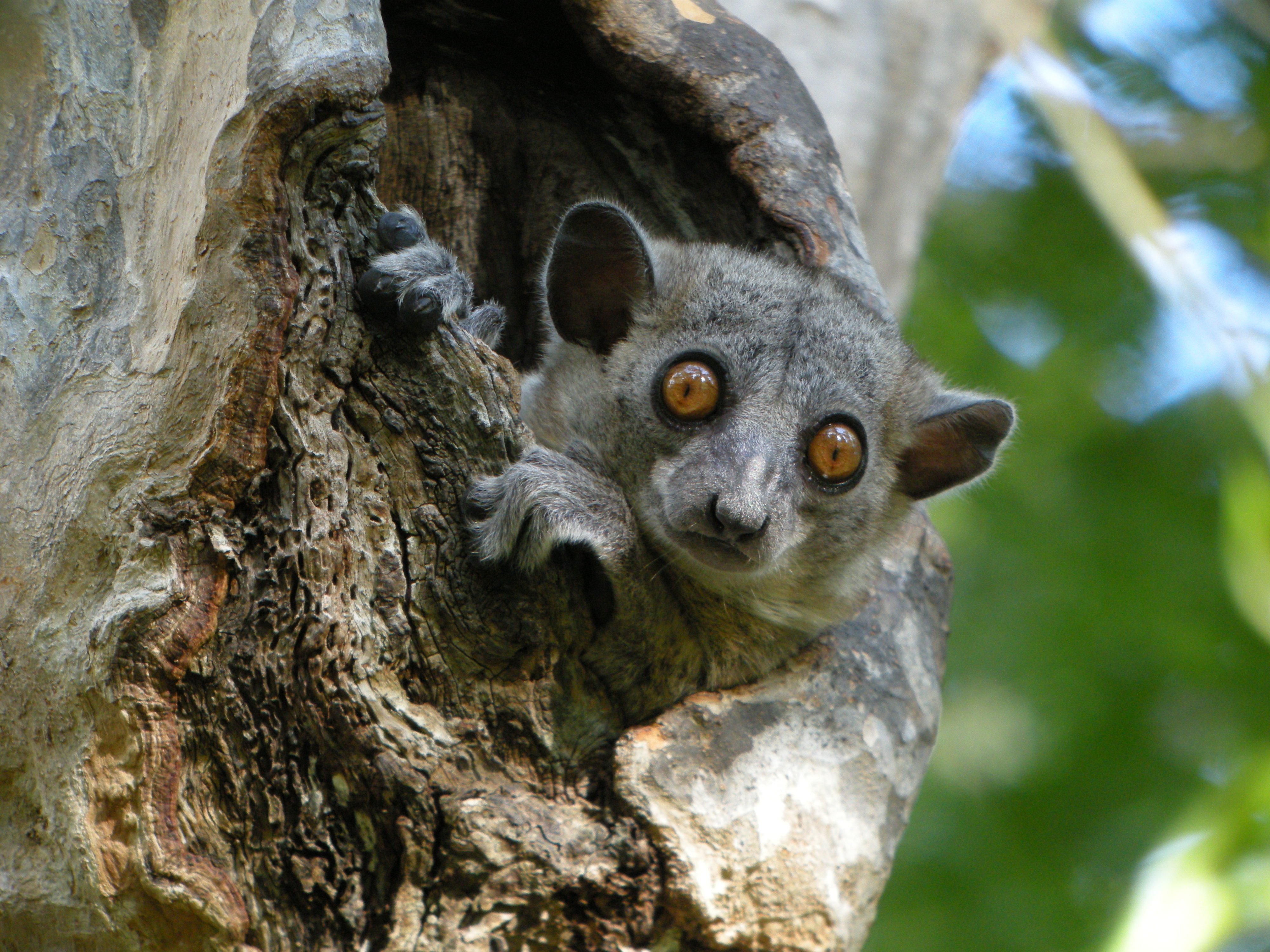
Lepilemur ruficaudatus
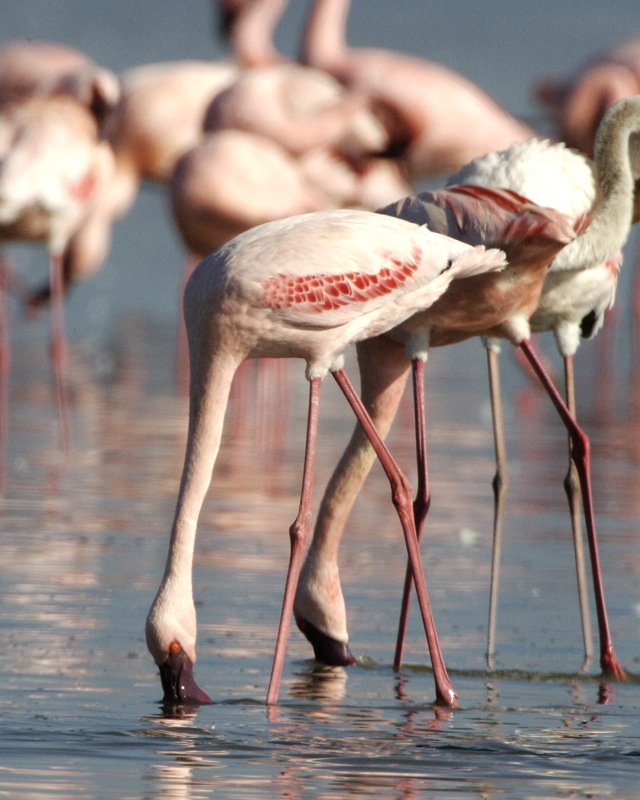
Flaming mały
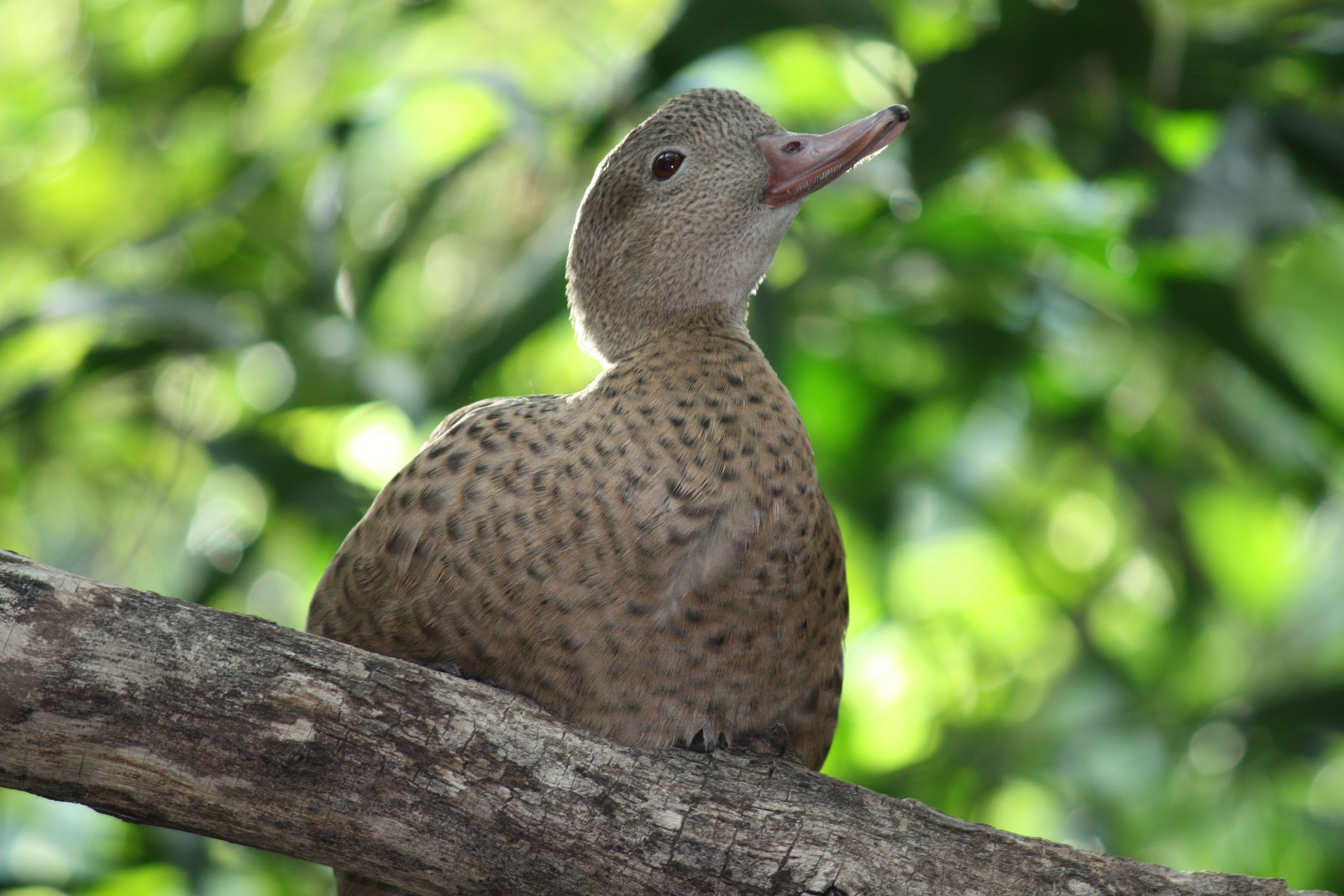
cyraneczka madagaskarska
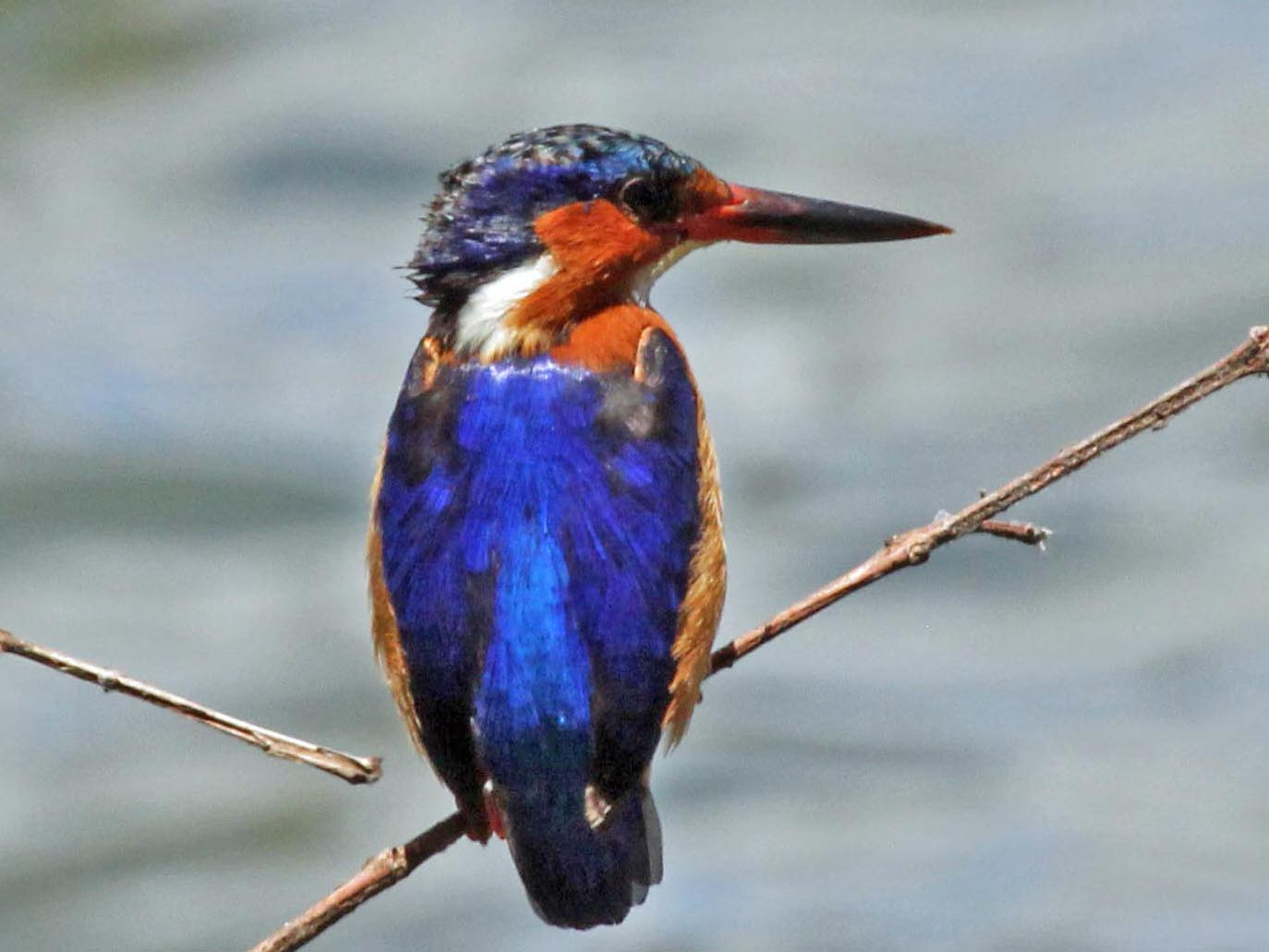
Alcedo vintsioides

## Klimat
Klimat jest bardzo zmienny. Pora deszczowa jest gorąca i trwa od grudnia do lutego, Wówczas temperatura może osiągnąć 40 °C. Podczas tej krótkiej pory deszczowej las przybiera zielonych barw, a wszystkie gady i płazy stają się aktywne. Następnie następuje dziewięciomiesięczna pora sucha, podczas której wiele zwierząt przechodzi w stanie hibernacji.

## Ludność
Główną grupą etniczną na terenie parku jest lud Sakalava. Od czasu utworzenia parku narodowego uruchomiono kilka projektów rozwojowych, które mają na celu poprawę jakości życia tej społeczności. Próbuje się między innymi w rolnictwie wprowadzić uprawę grochu oraz pochrzynu, ponieważ ich uprawa nie prowadzi do dewastacji środowiska naturalnego. Ponadto ze środków pochodzących z turystyki otwierane są między innymi szkoły.

## Turystyka
Park otwarty dla zwiedzających jest dopiero od 2006 roku. Obecnie dla turystów wytyczono kilka szlaków turystycznych na terenie parku, po których można chodzić z przewodnikiem. Istnieje również możliwość nurkowania w morskiej części parku. 
Główne biuro parku mieści się w Morondava, natomiast w Belo-sur-Mer znajduje się jego filia.